# Raoul Villain

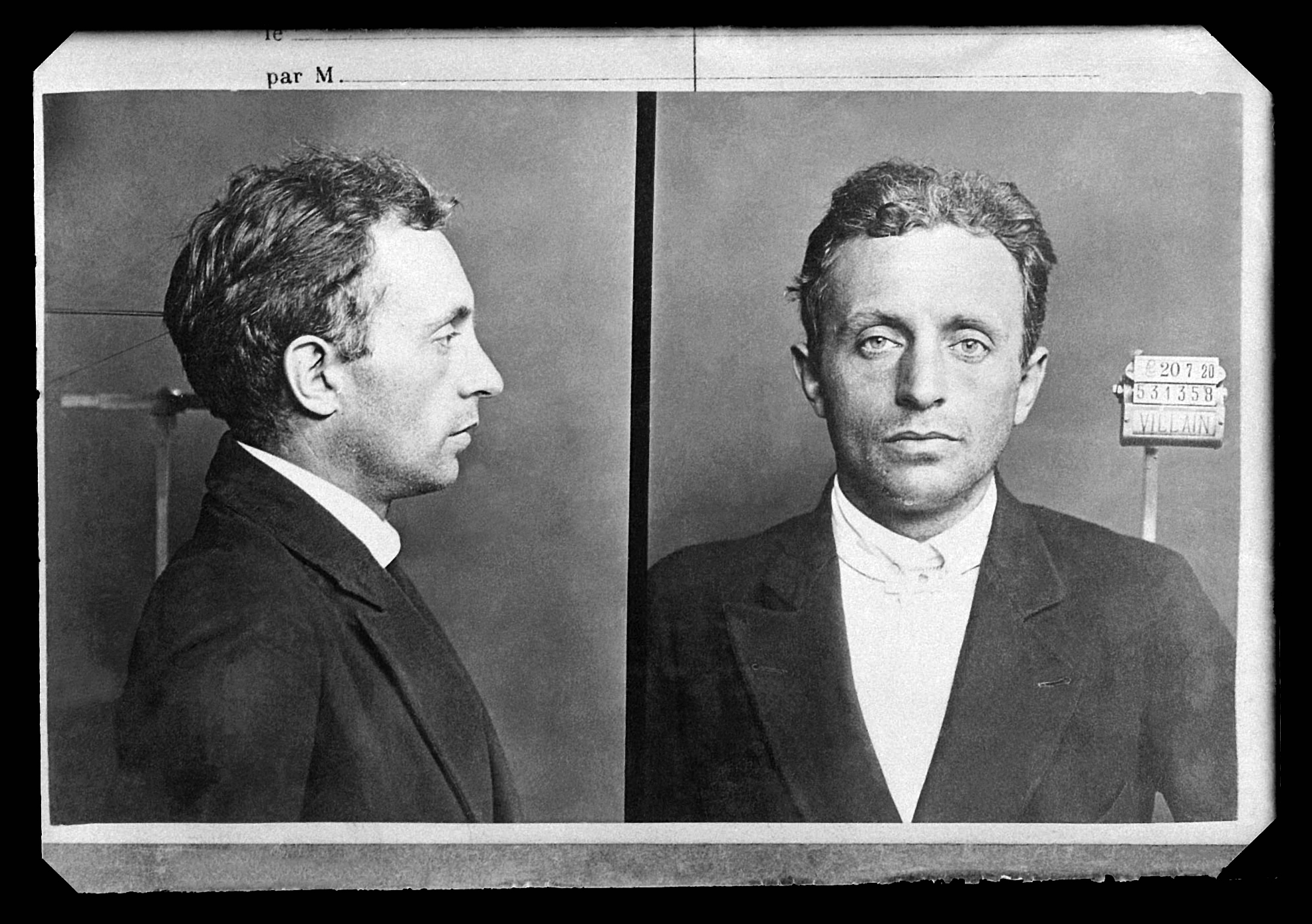
Raoul Villain (1920)

Raoul Villain (* 19. September 1885 in Reims; † 14. September 1936 auf Ibiza) war der französische Nationalist, der am 31. Juli 1914, im Laufe der Julikrise und unmittelbar vor dem Ausbruch des Ersten Weltkrieges, den sozialistischen Politiker und Kriegsgegner Jean Jaurès ermordete.

## Leben

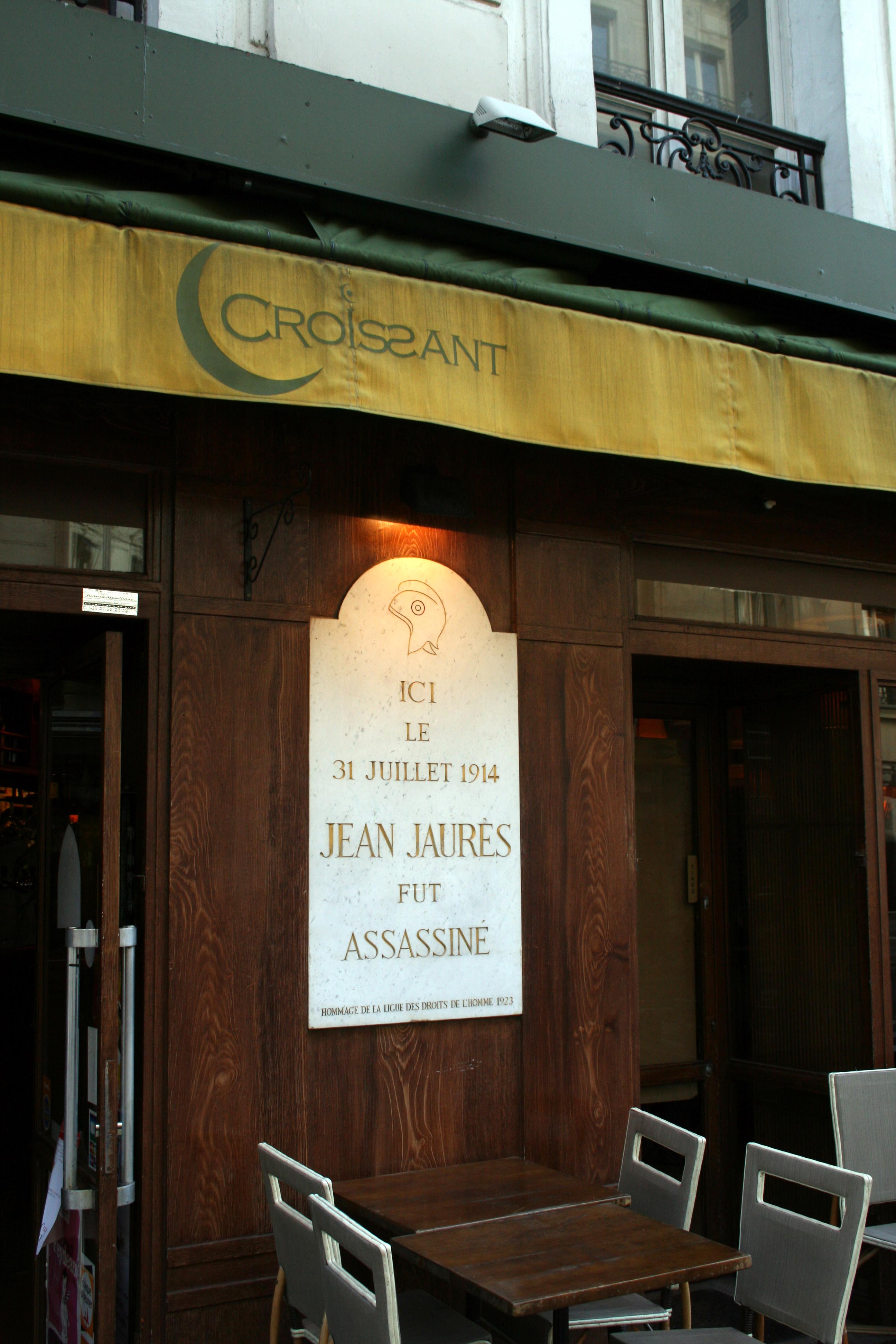
Gedenktafel am Schauplatz des Attentats „Café du Croissant“, 146 rue Montmartre an der Kreuzung zur rue du Croissant im 2. Arrondissement (Paris)

Nach einer abgebrochenen Schulausbildung in seiner Geburtsstadt versah Villain 1906–1907 einige Monate Militärdienst im 94e régiment d’infanterie in Bar-le-Duc und wurde dann zurückgestellt. 1911–1912 arbeitete er einige Monate als stellvertretender Aufseher (surveillant suppléant) in der katholischen Pariser Privatschule Collège Stanislas. Villain war zunächst Mitglied der katholischen Organisation Le Sillon unter der Leitung von Marc Sangnier, bis zu ihrem Verbot durch Papst Pius X. im Jahre 1910. Anschließend trat er der nationalistischen Studentengruppe Ligue des jeunes amis de l’Alsace-Lorraine („Liga der jungen Freunde Elsass-Lothringens“) bei. Das „Reichsland Elsaß-Lothringen“ war seit dem Deutsch-Französischen Krieg 1870/71 Teil des Deutschen Kaiserreichs. In Frankreich gab es Revanchisten, die die militärische Rückeroberung Elsass-Lothringens befürworteten oder forderten.
Im Juni 1914 schrieb sich Villain an der École du Louvre für ein Archäologiestudium ein. In einem Polizeibericht wurde er als „instabil, von religiöser Mystik erfüllt“ beschrieben. Am Abend des 31. Juli 1914 erschoss er durch das Fenster des „Café du Croissant“ den dort sitzenden Jaurès, der damals als ein führender Pazifist innerhalb der französischen Linken galt. 
Villain saß über viereinhalb Jahre, während des gesamten Ersten Weltkrieges, in Untersuchungshaft. Sein Prozess begann am 24. März 1919; am 29. März 1919 wurde er von einem Schwurgericht freigesprochen. Elf der Geschworenen votierten für Freispruch und einer dagegen. Einer der Geschworenen äußerte: „Hätte der Kriegsgegner Jaurès sich durchgesetzt, so hätte Frankreich den Krieg nicht gewinnen können.“ Die Witwe des ermordeten Jean Jaurès musste die Prozesskosten tragen. Der Freispruch rief Protest hervor, ein Leserbrief von Anatole France wurde in der Zeitung L’Humanité veröffentlicht:

« Travailleurs, Jaurès a vécu pour vous, il est mort pour vous. Un verdict monstrueux proclame que son assassinat n’est pas un crime. Ce verdict vous met hors la loi, vous et tous ceux qui défendent votre cause. Travailleurs, veillez ! »

„Arbeiter, Jaurès hat für euch gelebt, er ist für euch gestorben. Ein ungeheuerliches Urteil verkündet, dass seine Ermordung kein Verbrechen war. Dieses Urteil stellt Sie und alle, die sich für Ihre Sache einsetzen, außerhalb des Gesetzes. Arbeiter, seid wachsam!“

Infolge des Briefes kam es am 6. April 1919 zu einer Arbeiterdemonstration, die sich von der Avenue Victor Hugo bis nach Passy, dem ehemaligen Wohnort von Jaurès bewegte.
Seit den 1920er Jahren führte Villain ein unstetes Leben. Er war zunächst Croupier in Danzig, lebte dann bis 1926 in Memel und zog 1932 auf die spanische Insel Ibiza, wo er bald als „der Irre vom Hafen“ bekannt wurde.
Villain wurde nach dem Ausbruch des Spanischen Bürgerkriegs ermordet aufgefunden. Es wird vermutet, dass spanische Republikaner ihn als vermeintlichen franquistischen Spion töteten.